# Lieben-Preis
Der österreichische Ignaz L. Lieben-Preis, kurz Lieben-Preis, wurde 1865 das erste Mal verliehen und 1937 aufgrund der Verfolgung der Stifterfamilie das für lange Zeit letzte Mal. 2004 wurde der Preis durch neue Förderer reanimiert und wird seither wieder jährlich an Jungwissenschaftler für herausragende Arbeiten auf dem Gebiet der Molekularbiologie, Chemie und Physik vergeben.

## Geschichte
Der Preis wurde 1863 von Elisabeth Lieben, der Witwe des Bankiers Ignatz Lieben in Erfüllung eines testamentarischen Wunsches gestiftet. Alle drei Jahre sollte die beste Arbeit eines österreichischen Wissenschaftlers, abwechselnd auf den Gebieten der Physik und der Chemie, ausgezeichnet werden. Der Preis war damals mit 900 Gulden, das etwa 40 Prozent des Jahresgehalts eines Universitätsprofessors entsprach, dotiert.
Anlässlich des 50-jährigen Kaiserjubiläums von Franz Joseph wurde die Stiftung ab 1900 durch Adolf, Leopold und Richard Lieben durch die Brüder-Lieben’sche Jubiläums-Zustiftung aufgestockt.
Ab 1900 wurde die Auszeichnung im Jahresrhythmus vergeben und auf hervorragende Arbeiten aus dem Bereich der Physiologie ausgedehnt.
Zum 60-jährigen Regierungsjubiläum Kaiser Franz Josephs wurde im Jahre 1909 durch die Richard-Lieben’sche Jubiläums-Zustiftung der Richard-Lieben-Preis für Mathematik ins Leben gerufen. Er wurde von 1912 bis 1921 im Abstand von drei Jahren verliehen, und ein weiteres Mal 1928 – für bedeutende Forschungen in Reiner und Angewandter Mathematik.
Im Jahre 1937 musste die Verleihung der Preise auf Grund der Verfolgung der Stifterfamilie durch die Nationalsozialisten eingestellt werden.
Die großzügige finanzielle Unterstützung durch Isabel Bader und durch Alfred Bader, der 1938 aus Österreich nach Großbritannien flüchten konnte, ermöglichte es, den Preis zu reaktivieren und im Jahr 2004 wieder neu auszuschreiben. Nun ist der Preis mit 36.000 US-Dollar dotiert und wird an Jungwissenschafter aus Österreich, Bosnien-Herzegowina, Kroatien, der Slowakei, Slowenien, Tschechien und Ungarn für herausragende Arbeiten auf den Gebieten der Molekularbiologie, Chemie und Physik verliehen.

## Preisträger

### Ignaz-Lieben-Preisträger
- 1865 Josef Stefan (Doppelbrechung des Quarzes)
- 1868 Eduard Linnemann (Methanolsynthese) und Carl von Than (Carbonylsulfid)
- 1871 Leander Ditscheiner (Polarisierungseffekte bei der Reflexion)
- 1874 Eduard Linnemann (Aliphatische Verbindungen)
- 1877 Siegmund Exner-Ewarten (Neuronales Netz)
- 1880 Hugo Weidel (Nicotinsäurederivate)
- 1883 Viktor von Ebner-Rofenstein (Knochenschnitte)
- 1886 Zdenko Hans Skraup (Chinolinsynthese)
- 1889 Siegmund Exner-Ewarten (Sinnesphysiologie)
- 1892 Guido Goldschmiedt (Konstitutionsaufklärung des Papaverins)
- 1895 Josef Maria Eder und Eduard Valenta (Spektralanalyse)
- 1898 Konrad Natterer (Chemie des Meeres)
- 1900 Theodor Beer (Akkommodation des Fischauges) und Oskar Zoth (Visuelle Täuschungen)
- 1901 Josef Liznar (Geomagnetismus)
- 1902 Josef Herzig (Naturfarbchemie)
- 1903 Josef Schaffer (Histologie)
- 1904 Franz Schwab (Lichtschreiber)
- 1905 Rudolf Wegscheider (Veresterung mehrprotoniger Säuren) und Hans Leopold Meyer (Herstellung von Säurechloriden mittels Thionylchlorid)
- 1906 Arnold Durig (Wasserhaushalt von Organismen)
- 1907 Hans Benndorf (Fortpflanzung von Erdbebenwellen)
- 1908 Paul Friedlaender (Thioindigo)
- 1909 Eugen Steinach (Summation von Nervenreizen)
- 1910 Felix Ehrenhaft (Elektrisches Elementarquantum)
- 1911 Friedrich Emich (Anorganische Mikrochemie)
- 1912 Oswald Richter (Physiologie der Algen)
- 1913 Stefan Meyer (Radioaktivitätsforschung)
- 1914 Fritz Pregl (Organische Mikroanalyse)
- 1915 Wilhelm Trendelenburg (Neurophysiologie)
- 1916 Friedrich Adolf Paneth (Tracermethode)
- 1917 Wilhelm Schlenk (Dreiwertige Kohlenstoffverbindungen)
- 1918 Eugen Steinach (Sexualhormone)
- 1919 Victor Franz Hess (Kosmische Strahlung)
- 1920 Ernst Späth (Chinolizidinalkaloide)
- 1921 Karl von Frisch (Geruchssinn der Bienen)
- 1922 Fritz Kohlrausch (Farbenlehre)
- 1923 Otto von Fürth (Biochemie des Tryptophans)
- 1924 Otto Loewi (Chemismus der Nervenimpulse) und Ernst Peter Pick (Physiologie der Leber)
- 1925 Lise Meitner (Erforschung der Beta- und Gammastrahlen)
- 1926 Adolf Franke (Chemie der Glykole)
- 1927 Otto Porsch (Blütenökologie) und Gustav Klein (Mikrophytochemie)
- 1928 keine Preisvergabe
- 1929 Karl Przibram (Radiophotoluminiszenz)
- 1930 Wolf Johannes Müller (Passivierung von Metalloberflächen)
- 1931 Karl Höfler (Protoplasmaforschung)
- 1932 Georg Koller (Flechtensäuren)
- 1933 Ferdinand Scheminzky (Elektrophysiologie)
- 1934 Eduard Haschek (Farbenlehre)
- 1935 Armin Dadieu (Raman-Spektroskopie)
- 1936 Franz Lippay[2] (Muskelphysiologie) und Richard Rössler (Herz-Kreislauf-Pharmakologie)
- 1937 Marietta Blau und Hertha Wambacher (Entdeckung der Kernzertrümmerung)

### Richard-Lieben-Preisträger
- 1912 Josip Plemelj
- 1915 Gustav Herglotz
- 1918 Wilhelm Gross
- 1921 Hans Hahn und Johann Radon
- 1928 Karl Menger

### Neuauflage der Preise
- 2004 Zoltan Nusser (evozierte synaptische Reaktionen)
- 2005 Ronald Micura (RNA-Chemie)
- 2006 Andrius Baltuska (Erzeugung ultrakurzer Lichtpulse)
- 2007 Markus Aspelmeyer (Experimentelle Quantenoptik und Quanteninformation)
- 2008 Csaba Pal (metabolische Netzwerkanalyse)
- 2009 Frank Verstraete (Theorie der Quantenoptik und Quanteninformation)
- 2010 Robert Kralovics (Leukämieforschung)
- 2011 Mihály Kovács (Muskelmotorproteine)
- 2012 Michael Sixt (Morphodynamik von Immunzellen)
- 2013 Barbara Kraus (Quantenverschränkung)
- 2014 Jana Roithová (physikalisch-organische Ionen-Chemie)
- 2015 Francesca Ferlaino (Quantenphysik)
- 2016 Illés Farkas (statistische und biologische Physik)
- 2017 Iva Tolić (Zellbiologin, Erforschung des Zytoskeletts)
- 2018 Nuno Maulide (organisch-synthetische Chemie)
- 2019 Gašper Tkačik (theoretische Biophysik)
- 2020 Norbert Werner (Röntgenastronomie)
- 2021 Kristin Tessmar-Raible (Chronobiologie)
- 2022 Dennis Kurzbach (NMR-Spektroskopie)
- 2024 Hannes Pichler (Quantenvielkörperphysik und Quanteninformationswissenschaften)
- 2025 Edit Mátyus (theoretische Chemie)[3]